# Roberto Proença de Macêdo
Roberto Proença de Macêdo (1944), natural de Fortaleza, exerceu a presidência da FIEC (2006-2010), e atualmente é diretor do grupo J Macêdo.
Formado em Engenharia na Universidade Federal do Ceará trabalhou no grupo J.Macêdo S/A o qual foi, fundada pelo seu pai, o ex-senador José Dias de Macedo em 1939, no ramo de representações comerciais.